# Almuñécar
Almuñécar – gmina w Hiszpanii, w prowincji Grenada, w Andaluzji, o powierzchni 83,36 km². W 2011 roku gmina liczyła 27 703 mieszkańców. Ma klimat podzwrotnikowy.

## Współpraca
- Al-Araisz, Maroko
- Fürstenfeldbruck, Niemcy
- Livry-Gargan, Francja
- Cerveteri, Włochy
- Puerto de la Cruz, Hiszpania
- Hendersonville, Stany Zjednoczone
- Chan Junus, Strefa Gazy